# Lin Ying-Peng
Lin Ying-Peng es un deportista taiwanés que compitió en taekwondo. Ganó una medalla de plata en el Campeonato Mundial de Taekwondo de 1977 en la categoría de +80 kg.

## Palmarés internacional
| Representando a China Taipéi |                          |                  |           |
| Campeonato Mundial           |                          |                  |           |
| Año                          | Lugar                    | Medalla          | Categoría |
| 1977                         | Chicago (Estados Unidos) | Medalla de plata | +80 kg    |